# Zkáza mimoňoráje
Zkáza mimoňoráje je čtrnáctý díl první řady amerického televizního seriálu Teorie velkého třesku. V této epizodě hostuje Andrew W. Walker. Režisérem epizody je Mark Cendrowski.

## Děj
Leonard v aukci koupí repliku stroje času ze stejnojmenného filmu z roku 1960 v domnění, že jde o repliku zmenšenou. Celá partička je pak překvapená, když přijde ohromná zásilka repliky v reálné velikosti. Kluci stěhují zásilku do schodů, díky čemuž Penny nestihne jít do práce. Naštvaná všem vynadá za jejich dětinskou posedlost z jejich zálib. Leonarda slova zasáhnou a rozhodne se prodat celou svou fanouškovskou sbírku. Kamarádi ho na jednu stranu od úmyslu zrazují, zároveň se začnou přít o to, kdo by z Leonardovy sbírky měl co dostat. Sheldonovi se situace nelíbí a připomene Penny, že i ona má své dětinské záliby (například ve značce Hello Kitty). Ta se obratem Leonardovi omluví a rozmlouvá mu, aby se vzdával věcí, které má rád. Ten se tedy rozhodne si je ponechat a stále doufá ve vztah s Penny. Ovšem jen do chvíle, než ji uvidí s novým přítelem (Andrew W. Walker). Mezitím se Sheldonovi zdá noční můra, na základě které prosí Leonarda, aby se stroje času zbavil.

## Obsazení
| Johnny Galecki   | Leonard Hofstadter |
| Jim Parsons      | Sheldon Cooper     |
| Kaley Cuoco      | Penny              |
| Simon Helberg    | Howard Wolowitz    |
| Kunal Nayyar     | Raj Koothrappali   |
| Andrew W. Walker | Mike               |